# Ferrocarril Sud Remedios de Escalada
Club Ferrocarril Sud – argentyński klub piłkarski z siedzibą w mieście Remedios de Escalada.

## Historia
Klub Ferrocarril Sud założony został w 1910 roku przez pracowników kolejowej linii Southern Railway. W 1913 roku klub wziął udział w pierwszoligowych rozgrywkach organizowanych przez federację Asociación Argentina de Football, zajmując 13. miejsce. W 1914 roku Ferrocarril Sud rozegrał w lidze 7 meczów, po czym został rozwiązany, a mecze z udziałem klubu anulowano.
W ciągu 2 sezonów Ferrocarril Sud rozegrał 24 mecze (7 anulowanych), w tym 3 zwycięstwa, 3 remisy (1 anulowany) i 18 porażek (w tym 6 anulowanych), zdobywając 9 punktów (w tym 1 anulowany). Klub zdobył 26 bramek (w tym 7 w meczach anulowanych) i stracił 75 bramek (w tym 21 w meczach anulowanych).